# McLaren MP4-22
McLaren MP4-22 — болид Формулы-1, построенный для участия в чемпионате мира 2007 года.

## История
Впервые представлен на тестах в Валенсии 17 января 2007 года. В сезоне 2007 года показал себя, как быстрый и надежный болид - ни одного схода по техническим причинам за сезон. Фернандо Алонсо и Льюис Хэмилтон, выступая на MP4-22 набрали в сезоне 2007 года по 109 очков, заняв 2 и 3 место в общем зачете.

## Результаты в чемпионате 2007 года

### Результаты в гонках
| Легенда к таблице |                                                                    |
| --- | ------------------------------------------------------------------ |
| В таблице перечислены результаты всех Гран-при Формулы-1, в которых использовался автомобиль. Строками таблицы являются сезоны, столбцами — этапы чемпионата мира. В каждой клетке указаны сокращённое название этапа и результат, дополнительно обозначенный цветом. Расшифровка обозначений и цветов представлена в нижеследующей таблице. |                                                                    |
| \| Пример \| Описание \| \| ------------ \| ------------------------------------------------------------------ \| \| 1 \| Победитель \| \| 2 \| Второе место \| \| 3 \| Третье место \| \| 5 \| Финишировал, заработав очки \| \| Сход \| Не финишировал, но при этом заработал очки \| \| 12 \| Финишировал, не получив очков \| \| НКЛ \| Финишировал, но не попал в финальную классификацию \| \| 15 \| Участвовал вне зачёта, либо по отдельной классификации \| \| 18 \| Не финишировал, но попал в финальную классификацию \| \| Сход \| Не финишировал \| \| НКВ \| Не прошёл квалификацию \| \| НПКВ \| Не прошёл предквалификацию \| \| ДСК \| Дисквалифицирован \| \| ИСК \| Исключён из протокола соревнований \| \| ТТ \| Заявлен для участия только в тренировках \| \| НС \| Участвовал в квалификации, но не стартовал в гонке \| \| Т \| Травмирован или болен \| \| ОТК \| Отказ от участия \| \| НТР \| Прибыл на соревнования, но на трассу не выезжал \| \| НПР \| Был заявлен в числе участников, но не прибыл к началу соревнований \| \| О \| Соревнования отменены \| \| \| Не участвовал \| \| Поул-позиция \| \| \| Быстрый круг \| \| |                                                                    |
| Пример | Описание                                                           |
| 1 | Победитель                                                         |
| 2 | Второе место                                                       |
| 3 | Третье место                                                       |
| 5 | Финишировал, заработав очки                                        |
| Сход | Не финишировал, но при этом заработал очки                         |
| 12 | Финишировал, не получив очков                                      |
| НКЛ | Финишировал, но не попал в финальную классификацию                 |
| 15 | Участвовал вне зачёта, либо по отдельной классификации             |
| 18 | Не финишировал, но попал в финальную классификацию                 |
| Сход | Не финишировал                                                     |
| НКВ | Не прошёл квалификацию                                             |
| НПКВ | Не прошёл предквалификацию                                         |
| ДСК | Дисквалифицирован                                                  |
| ИСК | Исключён из протокола соревнований                                 |
| ТТ | Заявлен для участия только в тренировках                           |
| НС | Участвовал в квалификации, но не стартовал в гонке                 |
| Т | Травмирован или болен                                              |
| ОТК | Отказ от участия                                                   |
| НТР | Прибыл на соревнования, но на трассу не выезжал                    |
| НПР | Был заявлен в числе участников, но не прибыл к началу соревнований |
| О | Соревнования отменены                                              |
| | Не участвовал                                                      |
| Поул-позиция |                                                                    |
| Быстрый круг |                                                                    |

| Шасси  | Двигатель                | Шины | Пилоты   | 1   | 2   | 3   | 4   | 5   | 6   | 7   | 8   | 9   | 10  | 11  | 12  | 13  | 14  | 15   | 16   | 17  | Место | Очки |
| ------ | ------------------------ | ---- | -------- | --- | --- | --- | --- | --- | --- | --- | --- | --- | --- | --- | --- | --- | --- | ---- | ---- | --- | ----- | ---- |
| MP4-22 | Mercedes FO 108T 2,4, V8 | B    |          | АВС | МАЛ | БАХ | ИСП | МОН | КАН | США | ФРА | ВЕЛ | ЕВР | ВЕН | ТУР | ИТА | БЕЛ | ЯПО  | КИТ  | БРА | -     | -    |
| MP4-22 | Mercedes FO 108T 2,4, V8 | B    | Алонсо   | 2   | 1   | 5   | 3   | 1   | 7   | 2   | 7   | 2   | 1   | 4   | 3   | 1   | 3   | Сход | 2    | 3   | -     | -    |
| MP4-22 | Mercedes FO 108T 2,4, V8 | B    | Хэмилтон | 3   | 2   | 2   | 2   | 2   | 1   | 1   | 3   | 3   | 9   | 1   | 5   | 2   | 4   | 1    | Сход | 7   | -     | -    |

### Результаты в квалификациях
| Шасси  | Двигатель                | Шины | Пилоты   | 1   | 2   | 3   | 4   | 5   | 6   | 7   | 8   | 9   | 10  | 11  | 12  | 13  | 14  | 15  | 16  | 17  | Поулы |
| ------ | ------------------------ | ---- | -------- | --- | --- | --- | --- | --- | --- | --- | --- | --- | --- | --- | --- | --- | --- | --- | --- | --- | ----- |
| MP4-22 | Mercedes FO 108T 2,4, V8 | B    |          | АВС | МАЛ | БАХ | ИСП | МОН | КАН | США | ФРА | ВЕЛ | ЕВР | ВЕН | ТУР | ИТА | БЕЛ | ЯПО | КИТ | БРА | 8     |
| MP4-22 | Mercedes FO 108T 2,4, V8 | B    | Алонсо   | 2   | 2   | 4   | 2   | 1   | 2   | 2   | 10  | 3   | 2   | 6   | 4   | 1   | 3   | 2   | 4   | 4   | 8     |
| MP4-22 | Mercedes FO 108T 2,4, V8 | B    | Хэмилтон | 4   | 4   | 2   | 4   | 2   | 1   | 1   | 2   | 1   | 10  | 1   | 2   | 2   | 4   | 1   | 1   | 2   | 8     |